# Москверо сіроволий
Москве́ро сіроволий (Lathrotriccus griseipectus) — вид горобцеподібних птахів родини тиранових (Tyrannidae). Мешкає в Еквадорі і Перу.

## Опис
Довжина птаха становить 13 см. Верхня частина тіла сірувато-оливкова, тім'я більш сіре. Навколо очей білі кільця, над очима білі смуги. Горло блідо-сіре, груди сірі, живіт жовтувато-сірий. Крила темні з двома білуватими смужками. У молодих птахів крила охристі, живіт жовтий.

## Поширення і екологія
Сіроволі москверо мешкають на західних схилах Анд на південному заході Еквадорі та на північному сході Перу, а також на східних схилах Анд в долинах річок Мараньйон і Майо-Чінчіпе. Вони живуть в підліску вологих рівнинних і гірських тропічних лісів і в сухих тропічних лісах. Зустрічаються поодинці або парами, на висоті до 1750 м над рівнем моря. Живляться комахами. Гніздування припадає на сезон дощів, у період з січня по травень.

## Збереження
МСОП класифікує цей вид як вразливий. За оцінками дослідників, популяція сіроволих москверо становить від 3500 до 15000 птахів. Їм загрожує знищення природного середовища.